# Hannes Wader

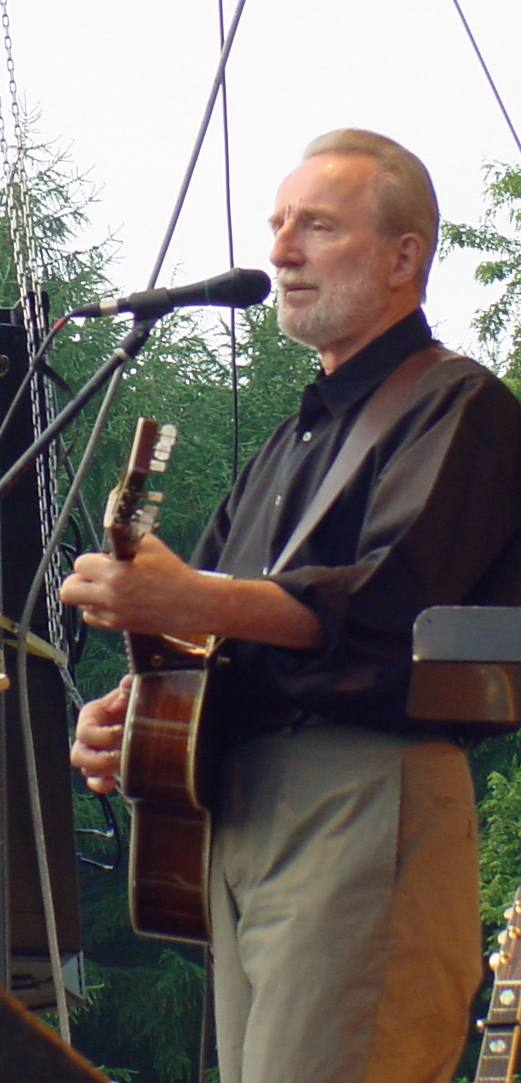
Hannes Wader

Hannes Wader, (Hans Eckard Wader), född 23 juni 1942, i Bielefeld, Nordrhein-Westfalen, är en tysk musiker och låtskrivare. Han skriver nästan uteslutande på tyska, musik inspierade av franska vissångeren Georges Brassens och Bob Dylan. Ofta framför han politisk musik och folkmusik. 
Han har tolkat bl.a. Carl Michael Bellman ("Liebe, Schnaps & Tod") och Eichendorff. Sina studier började han som dekoratör, för att sedan fortsätta som grafisk formgivare vid Werkkunstschule i Bielefeld, men sin fortsatta och musikaliska bildning fick han vid Hochschule der Künste i Berlin. Han började därefter komponera, med Das Loch unterm Dach som första verk. Första scenframträdandet var i pingst 1966. 
Efter ett besök 1968 på radion i Baden-Baden fick kontakt med musikern Knut Kiesewetter, som fann nöje i hans sånger och ville ta med honom under en inspelning. Efter viss diskussion, spelade de 1969 in produktionen Hannes Wader sjunger ... i Windrose Studio i Hamburg. (På denna första LP fanns enbart egenskrivet material)
Under 1970-talet var Hannes Wader med sina provokativa texter en av stjärnorna på den vänster-alternativa scenen. 

## Misstag under 1970-talet
I oktober 1971 lånade han ut sin lägenhet i förorten Poppenbüttel, i någon månad till Hella Utesch, en förmodad Norddeutscher Rundfunk-reporter. Han skulle ut för att turnera. Det hela verkade bra, hon var rekommenderad av hans vänner. Han blev dock lurad, då Hella Utesch egentligen var Gudrun Ensslin, en medlem av Röda armé-fraktionen, som hade inrättat ett regionalt högkvarter i hans bostad. Där utförde hon bombexperiment och umgicks med andra terrorister. Under en konsert greps Wader. Han blev åtalad för att stödja en kriminell organisation, men friades. 
1974 gifte han sig med skådespelerskan Susanne Tremper. 1977 gick han med i det tyska kommunistpartiet.

## 1980-idag
1986 gifte Hannes Wader sig med psykologen Cordula Finck. Året efter, föddes hans son Johannes. 1991 gick han slutligen ur kommunistpartiet. 1995 föddes hans dotter Dorotea Louise. Sedan augusti 2008 bor Wader i Kassel. Han har varit känd sedan 1980-talet från ett flertal TV-framträdanden, samtidigt som han fortsatt skriva och framföra musik. 
Mycket av hans tidigare musik gavs ut på Plans-ARIS, men för en tid spelade han in för Mercury, idag är han dock tillbaka. 

## Priser
- 1974 – Deutscher Kleinkunstpreis
- 1975 – Deutscher Schallplattenpreis